# Terremoto de Luzón de 2019
Un terremoto de magnitud 6.1 golpeó la isla de Luzón en Filipinas el 22 de abril de 2019, dejando al menos 18 personas muertas e hiriendo a otras 256. A pesar de que el epicentro se halló en Zambales, la mayor parte de la infraestructura en una provincia vecina, Pampanga, sufrió graves daños.

## Terremoto
El Instituto Filipino de Vulcanología y Sismología informó inicialmente un terremoto de magnitud 5.7 que golpeó a las 17:11 PST con un epicentro a dos kilómetros de Castillejos, Zambales. El informe fue posteriormente revisado a un terremoto de magnitud 6.1 con un epicentro a 18 kilómetros N 58 ° E de Castillejos.
La línea de falla a partir de la cual se originó el terremoto aún no se ha determinado con la falla de Iba en la falla de Zambales oriental que se sospecha que es la fuente del terremoto. Hasta el 23 de abril de 2019, el Consejo Nacional de Gestión y Reducción del Riesgo de Desastres confirmó 16 muertes, 112 heridos y 14 personas desaparecidas.
De los 16 muertos reportados, cinco fueron reportados en el supermercado Chuzon colapsado en el municipio de Pórac, siete fueron reportados en otras partes de la ciudad, dos en Lubao, uno en la ciudad de Ángeles y uno en San Marcelino, Zambales.

## Daños y víctimas
Los sismólogos estatales dijeron que Zambales se había salvado de la destrucción causada por el terremoto, a pesar del epicentro allí, aunque las autoridades locales aún no han recibido los informes de muertes y daños. La provincia vecina de Pampanga sufrió daños severos y fue la zona más afectada por el terremoto debido a que la provincia se encontraba sobre sedimentos blandos y suelo aluvial.
Según la gobernadora Lilia Pineda, varias estructuras en la provincia fueron dañadas por el terremoto, incluido un supermercado de 4 pisos en Porac, el arco fronterizo Bataan-Pampanga y la terminal principal del Aeropuerto Internacional de Clark, así como antiguas iglesias en Lubao y Porac, donde se derrumbó el campanario de piedra de la iglesia de Santa Catalina de Alejandría, del siglo XIX. Debido al colapso del Supermercado Chuzon de 4 pisos, el Departamento del Interior y Gobierno Local tuvo que suspender todos los permisos comerciales del Supermercado Chuzon y sus sucursales, así como llevar a cabo una investigación sobre el colapso de los 4 años de 4 pisos. Se reportaron al menos 421 réplicas, pero solo 8 se sintieron. Cinco represas en el centro de Luzón sufrieron daños y "necesitaron reparaciones inmediatas", con un costo estimado de 20 millones de pesos, según la Administración Nacional de Irrigación (NIA).
El Instituto Filipino de Vulcanología y Sismología (PHIVOLCS) declaró que el Monte Pinatubo no ha mostrado ninguna "actividad anómala". El monte Pinatubo era conocido por la erupción climática ocurrida en 1991, que se creía provocada por un gran terremoto de 7,7 grados de magnitud que ocurrió el año anterior. también  afirmaron que el reciente terremoto no provocaría la erupción en el Monte Pinatubo. Tras el terremoto, las clases en todos los niveles han sido suspendidas. Numerosas escuelas, universidades y colegios que fueron afectados por el terremoto han anunciado la suspensión de clases para el 23 de abril y el 24 de abril. El Departamento de Educación ordenó la inspección completa de los edificios escolares e instalaciones en las áreas afectadas. Se informó que un edificio de diez pisos del Colegio Emilio Aguinaldo a lo largo de la Avenida de las Naciones Unidas en Manila se inclinó y se apoyó en su edificio adyacente, causando que su terraza de fibra de vidrio golpeara el otro edificio. La licuefacción o el aflojamiento del suelo debajo del edificio se consideraron causas probables. Un carril de la Avenida de las Naciones Unidas estaba cerrado al tráfico vehicular para garantizar la seguridad de los automovilistas. Un equipo de evaluación compuesto por ingenieros estructurales del gobierno local y privado declaró que la integridad estructural del edificio permanece intacta.